# Frank J. Sciulli
Frank J. Sciulli (* 22. August 1938 in Philadelphia, Pennsylvania) ist ein US-amerikanischer experimenteller Teilchenphysiker.
Sciulli studierte an der University of Pennsylvania mit dem Bachelor-Abschluss 1960 sowie dem Master-Abschluss 1961 und wurde 1965 mit Experimenten zu K-Meson-Zerfällen promoviert. Ab 1966 war er am Caltech, an dem er 1969 Assistant Professor und später Professor wurde. Ab 1981 war er Professor an der Columbia University.
Zunächst befasste er sich für Auswahlregeln der schwachen Wechselwirkung bei Hadronen. Ende der 1960er Jahre wandte er sich der tiefinelastischen Neutrino-Streuung an Nukleonen zu. Die Ergebnisse der später CCFR genannten Kollaboration am Fermilab hatten Auswirkungen auf die Untermauerung des Quark-Modells, neutrale schwache Ströme und Quantenchromodynamik. Sciulli war daran bis 1990 beteiligt. Ab 1985 war er am Hera Beschleuniger des DESY beteiligt (Zeus Experiment). 2004 ging er offiziell in den Ruhestand.
Er ist nach wie vor wissenschaftlich aktiv (2011), ist im Rat des Fermilab und im Beratungskomitee des Sanford Lab im Homestake Bergwerk in South Dakota, dem Ort des geplanten Deep Underground Science and Engineering Laboratory (Dusel). 1995 erhielt er den Panofsky-Preis. Er ist Fellow der American Physical Society und der American Association for the Advancement of Science sowie seit 2009 Mitglied der National Academy of Sciences.